# 붉은 여름
붉은 여름 (Red Summer)은 1919년 여름과 가을 초순 동안 미국에서 일어난 피비린내 나는 인종 폭동을 묘사한다. 어떤 경우에 흑인들이 자신들의 수 중 하나에 대한 단일 조치에 단체로 응답했어도 대부분의 경우 백인들이 24개 이상의 미국 도시에서 아프리카계 미국인들을 공격하여 워싱턴 D. C.와 아칸소주 일레인과 더불어 현저하게 시카고에서 가장 많은 사망자 수를 목격하였다.

## 이름
제임스 웰던 존슨이 "붉은 여름"이라는 용어를 만들었다. 1916년 이래 현장 비서로서 전미 흑인 지위 향상 협회 (NAACP)에 의하여 기용된 그는 그 기구의 지역 지부를 건설하고 부활시켰다. 1919년 그는 그해의 인종 폭력에 대항하는 항의를 결성하였다.

## 영역
1919년 4월 11일 파리 강화 회의에서 미국 사절단은 인종적 차별 철폐 제안을 거절하였고, 그러고나서 아프리카계 미국인들에 의하여 폭력 반응이 일어났다.
제1차 세계 대전의 인력 동원과 징병, 그리고 유럽으로부터 이민 차단과 함께 북부와 중서부의 산업 도시들은 심각한 노동력 부족을 경험하였다. 북부의 제조업자들은 남부를 통하여 보충하고 탈출이 계속되었다. 1919년까지 제1차 세계 대전이 일어난 동안 500,000명의 아프리카계 미국인들이 남부에서 북부와 중서부의 산업 도시들로 이주한 것이 추정되었다. 전에 백인들에 의하여 보유된 많은 직업들은 물론 아프리카계 미국인 근로자들은 새로운 직위들을 채웠다. 어떤 도시들에서 그들은 특히 1917년의 파업 동안 파업 파괴자로서 기용되었다. 이 일은 특히 근로자 계급에서 백인들 중에 분노와 의심을 늘였다. 전쟁에 이어 신속한 동원 해제와 가격 통제의 제거는 직업들을 위한 경쟁을 증가시킨 인플레이션과 실업으로 이끌었다.
러시아 혁명에 이어 1919년-1920년의 제1차 적색공포가 일어난 동안 반볼셰비즘 감정이 제1차 세계 대전 세월의 반독 감정을 빠르게 대체하였다. 언론과 대중의 많은 부분과 더불어 많은 정치인과 공무원들은 미국 정부를 전복하는 임박한 시도와 소련의 것을 모델로 한 새로운 제도의 창조를 두려워하였다. 그 공공 히스테리의 분위기에서 온건 반대는 물론 인종적 견해는 인종적 평등, 근로의 권리의 주창 혹은 자신들을 방어하는 데 폭도 폭력의 피해자의 권리들을 포함한 비미국인적 혹은 파괴적으로서 가끔 특성을 나타냈다. 최근의 유럽 이민들, 급진적인 정치 사상과 조직들 사이에 긴밀한 관계는 그 불안을 먹이기도 했다.

## 사건들

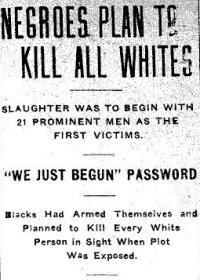
일레인 폭동을 알리는 아칸소 가제트 신문의 헤드라인 (1919년 10월 3일)

1919년의 가을 미국 노동부에서 니그로 경제학 이사로서 고용된 교육인 조지 E. 헤인스 박사는 그해의 인종 폭력이 미국 상원 사법위원회에 의한 조사를 위하여 기초 역할을 하는 데 디자인된 것에 보고를 하였다. 그것은 널리 흩어져 있는 공동체들에서 흑인들을 공격한 백인들의 일부에 26개의 분리된 폭동들로 목록화했다.
추가로 그는 1월 1일과 9월 14일 사이에 또다른 8명의 흑인 남성들이 화형을 당했던 동안 최소한 43명의 아프리카계 미국인들이 린치를 당했다는 것을 보고하였다.
미국 역사상 초기 폭동들과 달리, 1919년 폭동들은 흑인들이 백인들의 공격에 저항한 첫번째였다. A. 필립 랜돌프는 정당방위로 폭력을 행사하는 데 흑인들의 권리를 방어하였다.
5월 10일 전부 흑인 남성들이었던 아이잭 닥터, 윌리엄 브라운과 제임스 탤벗이 살해되었던 인종 폭동을 미국 해군 남성들이 이끌었던 사우스캐롤라이나주 찰스턴에서 계엄령이 부과되었다. 5명의 백인과 18명의 흑인 남성들이 폭동에서 부상을 입었다. 해군 조사는 전부 백인들인 4명의 해군 군인과 1명의 민간인이 폭력의 발발을 위하여 책임이 있었다는 것을 찾아냈다.
7월 초순 텍사스주 롱뷰에서 일어난 인종 폭동은 최소한 4명의 남성들의 사망과 타운에서 아프리카계 미국인 주택 지구의 파괴로 이끌었다.
7월 3일 애리조나주 비즈비에서 1866년에 창립된 분리된 아프리카계 미국인 연대 제10 미국 기마대는 지방 경찰에 의하여 공격을 당했다.
워싱턴 D. C.에서 많은이들이 군복을 입던 백인 남성들은 4일간 거리에서 폭도의 폭력과 함께 강간으로 한 흑인 남성의 소문난 체포, 거리에서 닥치는대로 흑인들을 구타한 것으로 응답하였다. 경찰들이 개입하는 데 거부했을 때 흑인 인구는 반격하였다. 기병들은 도시가 집회를 방해하는 데 오락장과 극장들을 닫으면서 질서를 회복하려고 했다. 여름 폭풍우가 더 많은 영향을 미쳤다. 폭력이 끝났을 때 2명의 경찰관을 포함한 10명의 백인과 5명의 흑인들이 사망하였다. 어떤 150명의 주민들은 공격의 희생자들이었다.
전미 흑인 지위 향상 협회는 우드로 윌슨 대통령에게 지적하는 데 다음과 같은 전보를 보냈다.

...국가의 수도에서 죄가 없고 무고한 니그로들을 폭행한 미국의 군인들, 해군들과 해병대들을 포함한 폭도들에 의하여 국가에 놓인 수치. 군복을 입은 남성들은 거리들에서 니그로들을 공격하였고 그들을 구타하는 데 차량들로부터 그들을 끄집어냈다. ... 지나가는 아무 니그로에 공격들을 지도하는 데 군중들은 보고되었다. 인종 적대감에 국가의 수도에서 이런 폭동들의 효과는 다른 곳에서 괴로움과 발병 위험을 증가시킬 것이다.  전미 흑인 지위 향상 협회는 폭도들의 폭력을 규탄하고 상황에 따라 이런 군사의 법률을 집행하는 데 대통령과 국가의 군사의 수장으로서의 당신에게 요청한다.

버지니아주 노퍽에서 아프리카계 미국인 군인들의 귀국 축제가 열린 동안 한 백인 폭도들이 공격하여 최소한 6명의 사람들이 총을 맞고 질서를 회복하는 데 지방 경찰은 해병대와 해군 인사들을 불렀다.

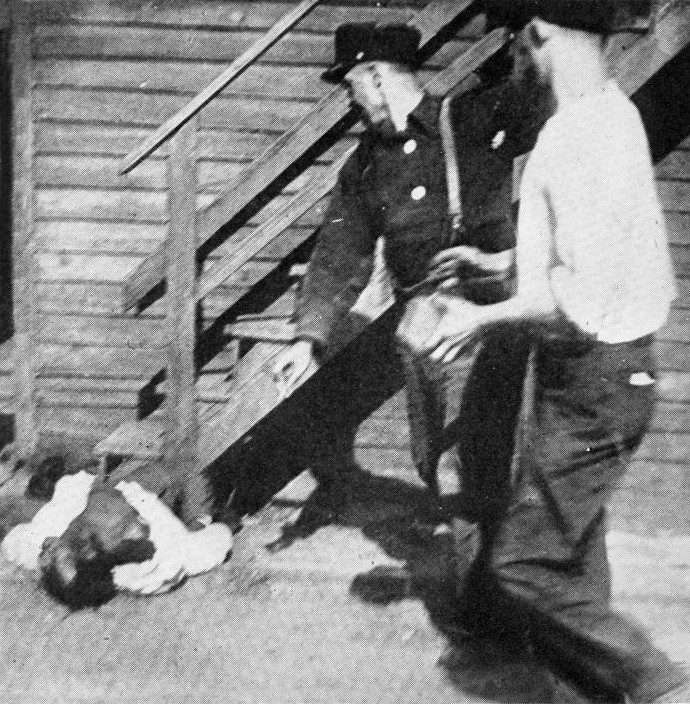
시카고 폭동이 일어난 동안 돌에 맞은 한 흑인 남성

7월 27일 시작된 시카고에서 폭동이 일어난 동안 여름의 가장 큰 폭력이 발생하였다. 미시간호를 따라 놓인 시카고의 해변들은 법이 아니면 실제로 분리되었다. 관례적으로 백인들을 위하여 예약된 지역으로 헤엄쳐 들어갔던 한 흑인 청년이 돌을 맞고 익사하였다. 경찰이 조치를 거부했을 때 흑인들은 격렬하게 반응하였다. 폭도들과 갱단들 사이에 폭력은 13일간 지속되었다. 그 결과 38명의 사망자들은 23명의 흑인과 15명의 백인들을 포함하였다. 부상자들은 573명이나 되었고 1,000 흑인 가족들은 집을 잃었다. 어떤 50명은 사망한 것으로 보고되었다. 비공식적인 수는 훨씬 더 높았다. 사우스사이드에 대체로 흑인들의 수백의 주택과 비지니스들이 폭도들에 의하여 파괴되었고 질서를 회복하는 데 수천명의 민병대들이 불려졌다.
7월 말기에 로드아일랜드주 프로비던스에서 열린 자신들의 집회로부터 흑인 여성 클럽의 북동부 연합은 당시 시카고에서 일어난 폭동과 니그로들의 주택의 화재를 비난하고 윌슨에게 "시카고에서 폭동과 그런 것을 선동하는 데 이용된 선전을 멈추는 데 당신의 권력 안에서 모든 의미들을 이용하는" 것을 의문하였다. 8월 말기에 NAACP는 다시 항의를 하여 이전의 주에 텍사스주 오스틴에서 조직의 서기에 공격을 적어두었다. 그들의 전보는 "전미 흑인 지위 향상 협회는 당신의 행정부 아래 연방 정부가 미국에서 무정부 상태를 용인하려는 의도하나?"고 말하였다.
8월 말기 테네시주 녹스빌에서 인종 폭동이 일어난 동안 폭도는 유죄 판결을 받은 살인범들을 포함한 16명의 백인 죄수들을 석방시키는 데 카운티 교도소를 습격하였다. 아프리카계 미국인 비지니스 구역으로 눈을 돌린 폭도는 최소한 7명을 살해하고 20명 이상에게 상처를 입혔다.

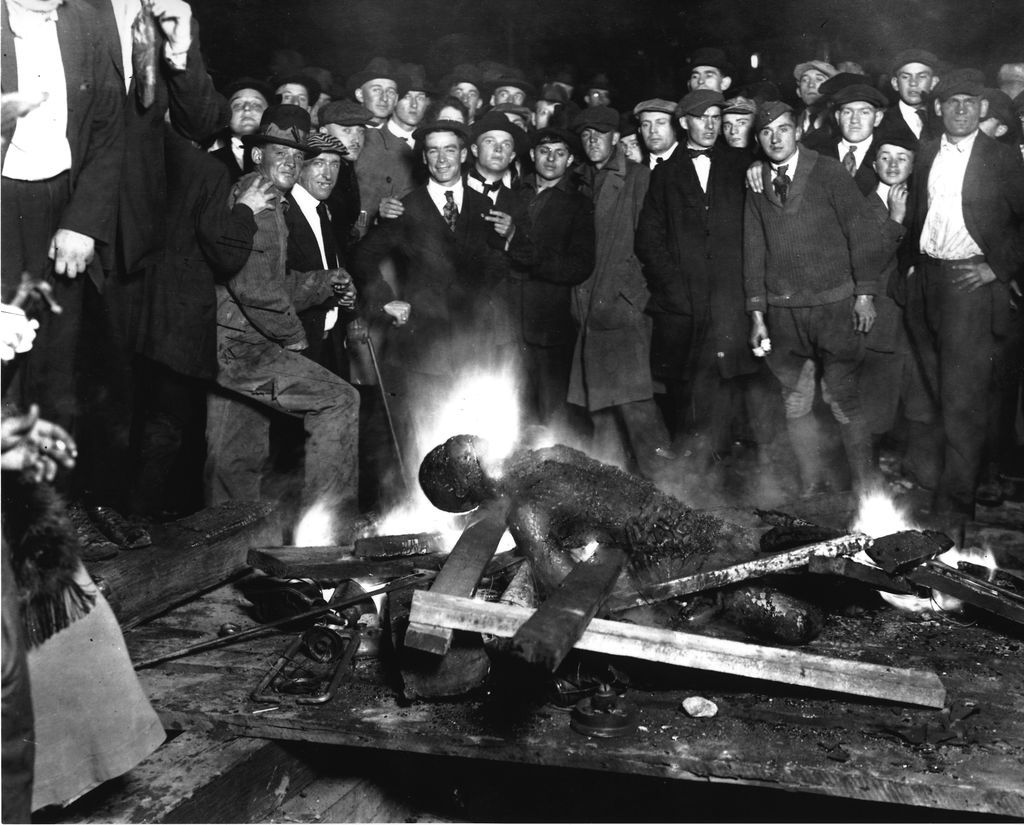
오마하 폭동의 희생자 윌 브라운

9월 말기에 네브래스카 오마하에서 일어난 인종 폭동은 군청 청사를 불태우고 100만 달러 이상 가치의 재산을 파괴한 10,000명 이상의 백인 폭도의 일부에 폭력을 목격하였다. 한 남성 윌 브라운은 린치를 당하였다. 시어도어 루스벨트의 친구이자 1920년 대통령을 위하여 지도적인 공화당 후보인 레너드 우드 소장의 명령 아래 군대가 질서를 회복하였다.
아칸소주 일레인에서 일어난 인종 폭동은 남부의 시골 지역에서 발생했던 것에 달랐다. 그 일은 흑인 밀매업자를 체포할 작정이었던 백인 남성이 가능한 문제에 경고를 받고 미국 진보 농부 가정 조합의 지역 지부 회의를 방어하고 있었던 흑인 소작인들에 의하여 총을 맞았을 때 시작되었다. 백인 지주들은 그러고나서 아프리카계 미국인 농부들을 공격하는 데 단체를 형성하였다. 결과로서 5명의 백인과 100명과 200명 사이의 흑인들이 사망하였다. 아칸소주지사 찰스 힐먼 브러는 조사하는 데 현저한 지방 백인 기업인들인 7 위원회를 임명하였다. 그것은 소작인들의 조합인 사회주의 기업이 "백인들을 죽이기 위하여 흑인들을 하나로 묶을 목적으로 설립되었다는" 것에 결론을 내렸다. 그 이야기는 이와 같이 댈러스 모닝 쥬스에 헤드라인을 장식하였다 - "아칸소 폭동에 압수한 니그로들이 널리 퍼진 음모를 고백하다; 오늘날 백인들의 계획된 대학살". 미국 법무부 수사국의 몇몇의 대표들은 그들이 아무 소작인들에게 말하지 않았어도 연루된 자들을 인터뷰하고 문서들을 검토하는 데 1주를 보냈다. 그들은 아무도 살해하는 데 소작인들의 일부에 음모의 아무 증거가 없었다는 것이 분명히한 총 9개의 보고서들을 제출하였다. 법무부에서 그들의 상사들은 그들의 분석을 무시하였다. 12명이 사형 선고를 받으면서 79명의 흑인들은 이후에 재판을 받고 유죄 판결을 받았다. 나머지는 최대 21년의 징역형을 받아들였다. 그들의 사건의 항소들은 시행 착오 때문에 평결을 뒤집은 미국 대법원으로 갔다. 피고인들의 권리의 연방 감독은 증가되었다.

## 연대기
명시된 경우를 제외하고 뉴욕 타임스에 요약하면서 헤인스 리포트에 기반을 두었다.
| 날짜     | 장소                      |
| -------- | ------------------------- |
| 5월 10일 | 사우스캐롤라이나주 찰스턴 |
| 5월 10일 | 조지아주 실베스터         |
| 5월 29일 | 조지아주 푸트넘군         |
| 5월 31일 | 미시시피주 몬티셀로       |
| 6월 13일 | 코네티컷주 뉴런던         |
| 6월 13일 | 테네시주 멤피스           |
| 6월 27일 | 메릴랜드주 애나폴리스     |
| 6월 27일 | 미시시피주 메이컨         |
| 7월 3일  | 애리조나주 비즈비         |
| 7월 5일  | 펜실베이니아주 스크랜턴   |
| 7월 6일  | 조지아주 더블린           |
| 7월 7일  | 펜실베이니아주 필라델피아 |
| 7월 8일  | 펜실베이니아주 코츠빌     |
| 7월 9일  | 앨라배마주 터스컬루사     |
| 7월 10일 | 텍사스주 롱뷰             |
| 7월 11일 | 메릴랜드주 볼티모어       |
| 7월 15일 | 텍사스주 포트아서         |
| 7월 19일 | 워싱턴 D. C.              |
| 7월 21일 | 버지니아주 노퍽           |
| 7월 23일 | 펜실베이니아주 다비       |
| 7월 26일 | 앨라배마주 홉슨시티       |
| 7월 27일 | 일리노이주 시카고         |
| 7월 28일 | 사우스캐롤라이나주 뉴베리 |
| 7월 31일 | 일리노이주 블루밍턴       |
| 7월 31일 | 펜실베이니아주 필라델피아 |
| 8월 4일  | 미시시피주 해티스버그     |
| 8월 6일  | 텍사스주 텍사캐나         |
| 8월 21일 | 뉴욕주 뉴욕               |
| 8월 29일 | 조지아주 로런스군         |
| 8월 30일 | 테네시주 녹스빌           |
| 9월 28일 | 네브래스카주 오마하       |
| 10월 1일 | 아칸소주 일레인           |

## 응답들
항의와 항소들은 몇주간 지속되었다. 국가 평등권 연맹으로부터 11월 후순에 편지는 윌슨에 대한 인권을 위하여 윌슨의 국제 옹호를 이용하였다 - "당신이 폴란드와 오스트리아가 그들의 소수 인종을 위해 착수하도록 강요한 그 소수 인종을 위하여 우리는 당신이 당신의 국가가 착수하도록 호소합니다."
1919년 9월 붉은 여름에 응답으로 아프리카 혈통 형제단이 "무장 저항" 운동으로 지내는 데 형성되었다.

### 헤인스 리포트
1919년 10월 헤인스 리포트는 국가 행동을 위한 부름이었다. 헤인스는 주들이 린치에 중지시키는 데 자신들이 "할 수 없거나 원하지 않는" 것을 보였다고 말했다. 북부에서 마저 백인들이 린치를 당했다는 사실에 그는 전반적인 문제의 국가적 성격을 주장하고 증명하였다 - "그것은 국가의 한 구역으로 혹은 한 인종에게 살인을 감금할 수 있다고 생각하는 게으름이다." 그는 그러고나서 린치를 폭동들로 연결하였다. -

니그로들의 처벌받지 않은 린치의 고집은 폭도 정신이 깃든 백인 남성들 중에 불법을 조장하고 니그로들 중에 괴로움의 정신을 창조한다  이런 대중의 마음 상태에서 재판 사건은 폭동에 참여할 수 있다.

법률 및 법적 절차 무시는 필연적으로 백인 남성들과 니그로들 사이에 더욱 더 많은 잦은 충돌과 피비린내 나는 만남으로, 그리고 미국의 많은 도시들에서 잠재적 인종 전쟁의 조건으로 이끌 것이다.
확인되지 않은 폭도의 폭력은 증오와 편협을 창조하여 인종 문제 뿐만 아니라 불가능한 자유롭고 냉정한 토론, 그러나 인종과 부분이 다른 것에 의문을 만든다.

### 언론 보도
여름 중순 시카고 폭동의 도중에 "연방 공무원"은 뉴욕 타임스에 폭력은 "세계산업노동자연맹, 볼셰비즘과 다른 극심한 급진적 운동을 연루한 선동"으로 인하여 생긴 것이라고 말했다. 그는 좌파 단체와 동맹을 요청하고, 소련의 정권을 칭송하고 전통적 흑인 지도자들의 "학교 소년 수사"와 함께 투옥된 사회주의자 유진 뎁스의 용기를 대조한 니그로 출판물 사본으로 그 주장을 지지하였다. 타임스는 출판물을 "사악하고 분명히 재정이 좋은 것"으로 특성을 부여하고, "급진적인 사회주의 요소들의 특정 진영"을 언급하고 헤드라인 "공산주의자들이 니그로들을 반란을 일으키도록 선동하려고 시도하다" 아래 그 전부를 보고하였다.
응답에 흑인 감리교 성공회의 주교 찰스 헨리 필립스 같은 흑인 지도자들은 "인내"와 "도덕적 설득"의 호의에 폭력을 피하도록 흑인들에게 의문하였다. 폭력을 옹호하는 아무 선전으로 자신의 반대를 진술했어도 그는 또한 "난 그가 폭동에 참여한 부분에서 니그로가 볼셰비즘 대표들에 의하여 영향을 받았다는 것을 믿을 수 없다. 정부를 파괴할 반역자나 혁명가가 되는 것은 그와 같지 않다. 그러나 그러고나서 그가 오랫동안 공포에 질려 살던 것으로 폭도 법의 통치와 그가 제출해야 했던 것으로 부당은 그를 예민하고 참을성 없게 만들었다."고 말했다.
10월 초순에 헤인스 리포트 프레젠테이션에서 뉴욕 타임스는 그의 보고서가 언급하지 않은 보고를 제공하였다. 헤인스는 국가 차원에 폭력과 무활동을 기록하였다. 타임스는 "이제 두 인종 사이에 쓰라림과 증오를 추진하는 영향력" 때문에 "지역 반란에 규모의 유혈 사태"를 "새로운 니그로 문제"의 증거로 보았다. 최근까지 타임스는 "백인 남성의 세계의 아무 다른 부분에서 가졌던 것보다 훨씬 더 많은 흑인 남성 기회들에 수여한" 내전에서 싸우는 데 자신들을 대표하여 백인들이 고난을 겪은 것을 위하여 흑인 지도자들이 "감사의 마음"을 보였다고 말했다. 이제 무장 세력둘운 "화해 방법을 꾸준히 주장"한 부커 T. 워싱턴을 대신하고 있었다. 타임스는 지속적으로 기사를 썼다.

매주마다 무장 지도자들은 더 많은 전진을 얻는다.  그들은 정통적 계급들로 들어가 나눌 수 있다.  하나는 급진파와 혁명가들로 구성되었다.  그들은 볼셰비즘의 선전을 퍼뜨리고 있다.  그것은 그들이 유색 인종들 중에 많은 신병을 이기고 있다는 것이 보고되었다.  국가의 많은 부분에서 니그로들 중에 존재하는 무지가 고려되었을 때 혁명의 독트린에 의하여 그들을 염증을 일으킬 위험이 있다 ... 무장 지도자들의 다른 계급은 인종 차별의 모든 형태에 맞서 싸움으로 자신들의 동요를 제한한다.  그들은 '싸우고, 그리고 시민의 권리와 완전한 민주적 특권을 위하여 지속적으로 싸우는 데' 타협하지 않는 시위에 프로그램을 위해서이다.

교전상태와 볼셰비즘의 증거로서 타임스는 W. E. B. 듀보이스를 임명하여 그가 편집한 〈위기〉에서 발단에 그의 사설을 인용하였다. - "오늘날 우리는 자기 방어의 무서운 무기를 든다 ... 무장한 린치들이 모일 때 우리도 함께 무장해야 한다." 타임스가 "둘다 인종의 법을 준수하는 시민들의 지지를 얻을 니그로들에게 더욱 위대한 보호, 정의와 기회를 보증하는 데 어떤 계획"을 설립하는 데 헤인스의 두 인종 회담의 요청을 이서했을 때 "전투적인 방법으로 반대된 그 니그로 지도자들"과 함께 토론을 지지하였다. 인용한 유일한 "전투적 방법"은 자신 방어의 요청이었다.
10월 중순에 정부의 출처들은 다시 미국의 흑인 공동체들을 목표로 삼는 볼셰비즘의 선전의 증거와 함께 타임스를 제공하였다. 이 계정은 최근의 인종 폭력에 공산주의 선동을 핑계대지 않았으나 "많은 외국인 노동자들이 있는 북부와 서부의 산업 중심지들에서 진행 중인 동요를 병행"하고 있었던 이래 더 넓은 맥락으로 흑인 공동체에서 공산주의 선동을 세웠다. "레닌과 트로츠키의 독트린"에 관한 이 선전을 위한 차량들은 신문, 잡지들과 "이른바 '니그로 개선' 조직들"을 포함하였다. 이런 출판물들로부터 인용들은 "소비에트 러시아, 수십의 인종과 언어 양식이 자신들의 다른점들을 정착시키고 공통의 만남의 장소를 찾은 국가, 더 이상 식민지들을 억압하지 않는 국가, 린치의 밪줄이 추방되었고 이제 인종적 관용과 평화가 존재하는 국가"와 함께 시카고와 워싱턴 D. C.에서 최근의 폭력을 대조하였다. 타임스는 한 출판물의 노동조합 요청을 인용하였다. - "니그로들은 목화 노동자들의 조합에서 와야 한다. 남부의 백인 자본주의자들은 니그로들이 남부로 무릎을 꿇을 수 있다는 것을 알고 있다.
아칸소주 일레인의 근본적 원인의 범위는 폭력이 며칠에 걸쳐 지속됨에 따라 진화되었다. 10월 1일 날짜의 뉴욕 타임스로 아칸소 헬레나로부터 급파는 "백인 소유의 귀환 일원들은 폭동이 백인 남성들에 의하여 흑인들 사이에 분포된 선전의 이유였다는 그 모든 것을 통하여 믿음을 실행한 다수의 이야기와 소문들을 가져왔다."고 말했다. 체포된 백인 남성은 "흑인들 사이에서 사회적 평등을 설교했다고 주장"되었다. 헤드라인의 일부는 "사회주의 교반기로 인한 문제"였다. 며칠 후에 서부 신문 조합 급파는 "포로 니그로 반란군들"의 말을 이용한 사진에 캡션을 붙였다.

### 정부 활동
당시 정부에서 자신의 경력의 매우 시작에 있었던 J. 에드거 후버는 법무장관에게 폭동들의 분석을 제공하였다. 그는 "백인 여성들에 니그로들에 의하여 저질러진 수많은 폭행"에 7월의 워싱턴 D. C. 폭동을 핑계대었다. 아칸소에서 일어난 10월 사건들에 그는 "니그로 별장에 특정 지역 동요"를 핑계대었다. 그가 인용한 보다 일반적인 원인은 "근본적인 성격의 선전"이었다. 그는 사회주의자들이 차례로 흑인 독자들을 자극한 〈더 메신저〉같은 흑인 소유의 잡지들로 선전을 제공하고 있다고 비난하였다. 백인 폭력 가해자들은 언급되지 않았다. 미국 법무부 안에서 급진부의 서장으로서 후버는 "니그로 활동들"의 조사를 시작하고 마커스 가비의 신문 〈니그로 월드〉가 볼셰비즘을 설교했는 줄 알았기 때문에 특히 가비에 목표를 두었다.

## 같이 보기
- 인종적 차별 철폐 제안
- 미국의 인종차별